# فتحي زيدان
فتحي زيدان المُلقَب بالـ«زورو» (1961-2016) هوَ قائد حركة فتح في مخيم المية مية في مدينة صيدا وَعضو قيادة منطقة صيدا في الحَركة، اغتيلَ في 12 أبريل 2016 بواسطة عبوة ناسفة وضعت في سيارته.

## النشأة
ولدَ فتحي مصطفى محمود زيدان المُلقب بـ«زورو» عام 1961 في مخيم المية مية جنوبي لبنان، لعائلة فلسطينية تنحدر من بلدة الطيرة بمنطقة حيفا في فلسطين.

## التجربة السياسية
التحقَ زيدان عام 1975 بصفوف حركة فتح بصفة «شبل» وأصبح عام 1979 عضواً رسمياً فيها، وَشارك في المواجهات ضد الجيش الإسرائيلي وَحلفائه، ثم انتقل إلى منطقة البقاع شرق لُبنان بعد انسحاب مُنظمة التحرير الفلسطينية في أعقاب اجتياح لبنان عام 1982.
اعتَقلته القوات الإسرائيلية عام 1982 وسجن ما يقارب العامين في معتقل أنصار بِجنوب لبنان ثم أُطلق سراحه في إطار صفقة تبادل للأسرى، وَبعد الانسحاب الإسرائيلي عاد زيدان إلى منطقة شرق صيدا حيث استقر في مخيم المية مية، وَقد تدرج زيدان في صفوف حركة فتح منذ 1985 من رتبة عضو إلى أمين سر شُعبة في مخيم المية مية، ثم رُقي إلى رتبة عميد عام 2016 حيث تولى منصب المَسؤول العسكري في حركة فتح لمنطقة صيدا.

## الاغتيال
في الثاني عشر من أبريل من عام 2016، اغتالَ مجهولون فتحي زيدان عن طريق تَفجير سيارته بواسطة عبوة ناسفة فُجرت لاسِلكياً  عِند المدخل الشمالي لِمُخيم عين الحلوة في صيدا جَنوب لبنان، كما أدى الانفجار إلى إصابة شخصية بجروح وأضرار مادية. وكان زيدان قبيل التفجير يُشارك في اجتماع أمني بالمخيم خصص للبحث في أمن مختلف المخيمات الفلسطينية بِلبنان، وتحديداً مخيم عين الحلوة الذي شهد بداية 2016 توترات واشتباكات، وعندما انتهى من الاجتماع غادر باتجاه مدينة صيدا، حيث انفجرت العبوة الناسفة المزروعة داخل سيارته، وَقد وقع الانفجار بمنطقة فيها محلات تجارية وقريباً من ثكنة للجيش اللبناني وإحدى المدارس، وهو على بعد ثلاثمئة متر من مخيم عين الحلوة.

## الدَفن
تَم تشييع جُثمان فتحي زيدان يوم الأربعاء الموافق 13 أبريل 2016، وقد تمت الصَلاة عليه في مسجد عمر بن الخطاب ودُفنَ في مقبرة صيدا الجديدة.

## ردود الفِعل
- قالَ العميد خالد الشايب (قائد القوة الأمنية في مخيم عين الحلوة): «إنَّ فتحي زيدان حضر اجتماعاً في مخيم المية مية لتنسيق الاجراءات الامنية قبل اغتياله وما حصل هو استهداف لحركة فتح والمخيمات».
- قالَ اللواء منير المقدح (قائد القوة الأمنية المشتركة في لبنان): «الحملة كبيرة على مخيم عين الحلوة واليوم كان هناك اجتماع في مخيم المية ومية للمطالبة بتشديد الأمن في المخيمات»، وشدد على أن «استهداف زيدان هو استهداف للمخيمات الفلسطينية»، وَأكد أنه «من غير المسموح أن يأخذ أي فريق المخيمات رهينة»، موضحاً أن «التنسيق مع الجهة اللبنانية يجري على أعلى المستويات».
- قالَ أسامة القواسمي (المتحدث باسم حركة فتح): «إن حركة فتح وقيادتها الميدانية والسياسية في لبنان مستهدفة، لأنها استطاعت عبر سنوات طوية المحافظة على الأمن والاستقرار داخل المخيمات، وعلى علاقة محترمة مع الدولة اللبنانية الشقيقة، وقطعت الطريق على كل دعاة الفتن الذين يستهدفون المخيمات والاستقرار داخل لبنان الشقيق».[9]
- قالَ رضوان الأخرس (عضو المجلس التشريعي لحركة فتح): «إن فتحي زيدان القيادي بحركة فتح الذي لقى مصرعه في انفجار قرب من مخيم عين الحلوة بلبنان من أكثر العناصر في حركة فتح التزاما بالمشروع الوطني كما تصدى للفصائل المتشددة التي تمارس سقوط سياسي ووطني».[10]

## المَصادر
1. ↑  وكالة معاً الإخبارية: اغتيال مسؤول امني بحركة فتح في صيدا نسخة محفوظة 19 يونيو 2016 على موقع واي باك مشين.
2. ↑  جريدة الشروق: اغتيال المسؤول العسكري بحركة فتح الفلسطينية فتحي زيدان نسخة محفوظة 09 مايو 2016 على موقع واي باك مشين.
3. ↑  صحيفة المواطن الإلكترونية: مَنْ هو فتحي زيدان الذي استهدفه تفجير صيدا الإرهابي؟ نسخة محفوظة 12 أكتوبر 2016 على موقع واي باك مشين.
4. ↑  جريدة الديار الإلكترونية: بالصورة: من هو فتحي زيدان الذي استهدفه إنفجار صيدا؟ نسخة محفوظة 27 أبريل 2020 على موقع واي باك مشين.
5. ↑  المؤسسة اللبنانية للارسال انترناسيونال: اغتيال المسؤول في فتح فتحي زيدان بعبوة داخل سيارته نسخة محفوظة 19 يوليو 2016 على موقع واي باك مشين.
6. ↑  وكالة معاً الإخبارية:مصادر أمنية، العبوة التي استهدفت زيدان فجرت لاسلكيًا نسخة محفوظة 21 أبريل 2016 على موقع واي باك مشين.
7. ↑  قناة الجزيرة: فتحي زيدان.. "زورو" مخيم المية ومية يترجل نسخة محفوظة 20 يوليو 2016 على موقع واي باك مشين.
8. ↑  موقع كلام اليوم: تفاصيل جنازة مسؤول حركة فتح العسكري فتحي زيدان نسخة محفوظة 28 مايو 2016 على موقع واي باك مشين. [وصلة مكسورة]
9. ↑  مفوضية الإعلام والثقافة في حركة فتح تنعى الشهيد فتحي زيدان وتؤكد أن المخيمات خط أحمر نسخة محفوظة 02 يونيو 2016 على موقع واي باك مشين.
10. ↑  "فتح": فتحي زيدان من أكثر العناصر التزاما في الحركة. نسخة محفوظة 23 أبريل 2016 على موقع واي باك مشين.

## روابط خارِجية
- فيديو يُظهر اللحظات الأولى للتفجير الذي استهدف فتحي زيدان.
- هاشتاج #فتحي_زيدان عبر فيس بوك.